# ۳۶۷ (پیش از میلاد)
۳۶۷ (پیش از میلاد) ۳۶۷مین سال قبل از تقویم میلادی است.